# Maria Vigeland
Maria Vigeland (Copenhague, 13 de marzo de 1903 - Oslo, 8 de agosto de 1983) fue una pintora y escultora noruega.

## Biografía
Hija del artista noruego Emanuel Vigeland y sobrina del escultor, Gustav Vigeland. Asistió a la Norwegian National Academy of Craft and Art Industry, donde estudió con los pintores noruegos, Eivind Nielsen (1920-25) y Olaf Willums (1928-29), y, en la Norwegian National Academy of Fine Arts, con el escultor noruego, Wilhelm Rasmussen en 1930. Más tarde asistió a la Escuela de Bellas Artes de París, donde se formó con el pintor francés, Lucien Simon.
Sus estancias por estudios en artes, en Francia e Italia, fueron una influencia para sus vitrales. Sus intereses religiosos la llevaron a decorar iglesias y hacer monumentos. Vigeland decoró varias capillas funerarias en Oslo, un crematorio en Drammen, un retablo y realizó varios cuadros para la Prisión de Bredtveit. Diseñó vitrales en varios lugares, como en la iglesia de Lovisenberg en el distrito de St. Hanshaugen en Oslo. Los vitrales de Vigeland, se caracteriza por estilizar y delimitar las formas a través del color, usando una paleta fuerte y luminosa.
Sus pinturas y esculturas se caracterizan por ser simples. Diseñó las esculturas de bronce, Piken med fuglen (1953) ubicada en Gunnarsbøparken, y, Piken med sjøpinnsvinet (1954) ubicada en Camilla Colletts vei, en Tønsberg. También realizó el monumento de bronce, Hvilende kvinne (1971) que se encuentra en Ulven, Oslo.
No se casó ni tuvo hijos. Falleció en Oslo, el 8 de agosto de 1983.

## Premios y reconocimientos
- 1932 - Tercer premio en el concurso de escultura de Jernbanetorget, Oslo.[2]

## Galería

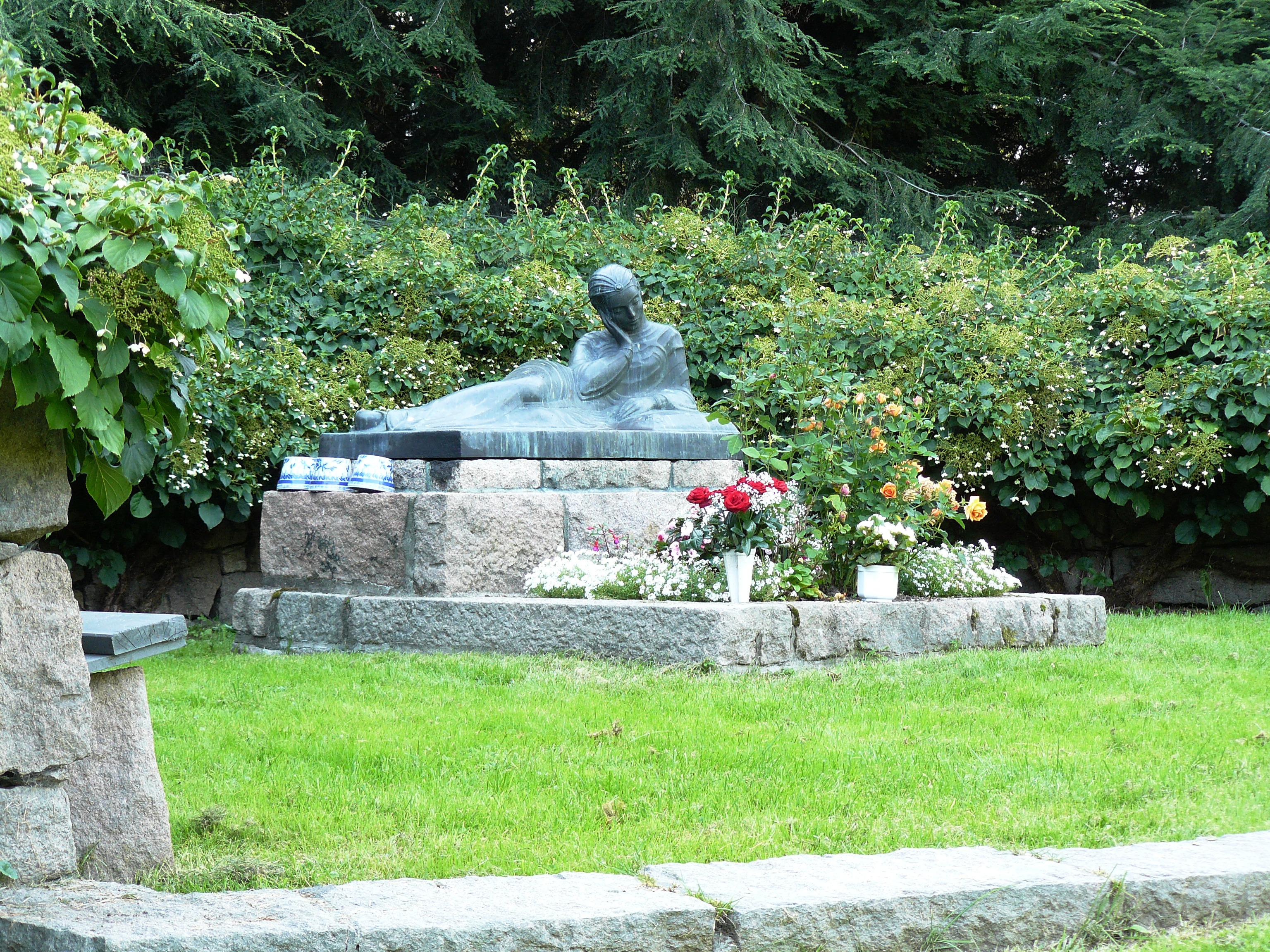
Hvilende Kvinne